# Тропопауза
Тропопа́уза (грец. τρόπος — поворот і παύσιζ — припинення) — порівняно тонкий шар у атмосфері планети, де припиняється зниження температури з висотою і вище якого атмосфера стає прозорою для теплового випромінювання. Термін застосовується для опису температурної стратифікації в моделях атмосфер.
Для Землі це шар атмосфери над тропосферою. Вище межує зі стратосферою. Висота тропопаузи в арктичних широтах становить 8—12 км, над екватором — 16—18 км. Узимку тропопауза разташовується нижче, ніж улітку, крім того її висота коливається під час проходження циклонів та антициклонів: у циклонах вона зменшується, а у антициклонах — збільшується.